# Rio Beaverhead
O rio Beaverhead (em inglês: Beaverhead River) é um curso de água dos Estados Unidos. Afluente do rio Jefferson, com cerca de 111 km de comprimento, situado no sudoeste estado de Montana, a leste da Divisória Continental da América do Norte. O nome Beaverhead tem origem na Beaverhead Rock, no troço central deste rio. Esta formação rochosa foi reconhecida pela ameríndia Sacagawea quando a expedição de Lewis e Clark passou pela área em 1805. O condado de Beaverhead, no estado de Montana deve o nome a este rio.
Em conjunto com o rio Red Rock, o rio Beaverhead forma a mais alta cabeceira do rio Missouri, o maior tributário do rio Mississippi. Parte do seu percurso, porém, formado com a confluência do rio Red Rock e o Horse Prairie Creek, estão inundadas pela albufeira de Clark Canyon.